# Jailbreak (iOS)

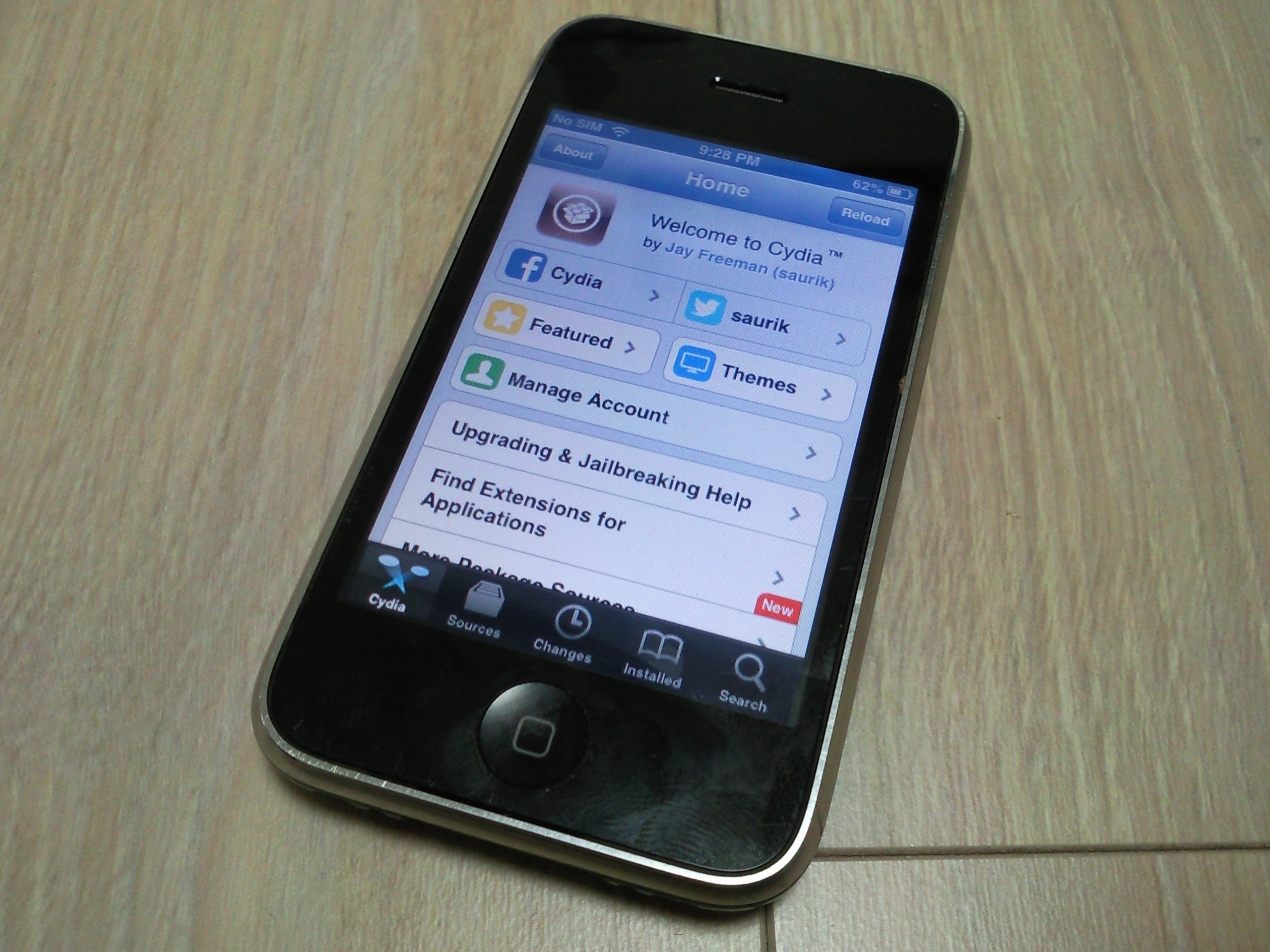
Loja de jailbreak do iOS, Cydia

O Jailbreak é um processo que permite aparelhos com o sistema iOS (iPhone, iPod Touch e iPad) execute aplicativos não-autorizados pela fabricante Apple. Um aparelho com Jailbreak é capaz de baixar aplicativos anteriormente indisponíveis pela App Store via instaladores não-oficiais como o Cydia, assim como aplicações adquiridas de forma ilegal. O uso de técnicas Jailbreak não são recomendados pela fabricante, já que permitem a execução de aplicativos que provém de outros lugares além da App Store. Entretanto, pelo fato de alguns aplicativos não serem aprovados para entrar na App Store, há uma grande variedade de aplicativos que podem ser baixados e que não poderiam sem o Jailbreak.

## iPhone Dev Team
O grupo iPhone Dev Team é conhecido por terem sido os únicos a apresentar um método gratuito de jailbreak para o firmware 2. Eles não aceitam doações e são contra a pirataria, procurando sempre desenvolver hacks que não transgridam a lei, tomando o cuidado de não alterar nenhum código que seja de propriedade intelectual da Apple. É por isso que eles desenvolvem a ferramenta para os firmwares customizados, mas não distribuem os arquivos prontos, pois isso seria ilegal.

## Temas, aplicativos e tweaks
- Winterboard é um aplicativo gratuito presente no Cydia que permite a aplicação temas no seu aparelho, os temas podem ser baixados via Cydia e podem ser para a tela de bloqueio, Springboard ou até mesmo aplicativos. Para algo radical na interface do sistema existe um tweak chamado Dreamboard, ele permite que seja possivel personalizar completamente o sistema.
- Tweaks são "modificações" no sistema, com eles são possiveis personalizar gestos (Activator, tweak gratuito no Cydia), mudar a fonte (Usando o BytaFont, gratuito no Cydia) ou até mesmo adicionar mais funções ao comando de voz da Apple.

## Tipos
- Tethered é o tipo de Jailbreak que, devido às suas tecnicidades, não permite que o aparelho ligue sozinho, sendo necessário um software para isso, como o redsn0w. Geralmente é lançado primeiro e usado como base para versões melhores e mais estáveis.
- Semi-untethered permite que o aparelho ligue sozinho, porém é preciso usar um software externo para que as funcionalidades do Jailbreak voltem a funcionar.
- Untethered é o tipo de Jailbreak mais procurado, com ele é possível ligar, desligar e reiniciar o aparelho sem problema algum e as modificações do Cydia funcionarão perfeitamente.

## Jailbreak por aparelho e versão do iOS
| Aparelho                 | Firmware        | Programa                                       | Criador                                |
| ------------------------ | --------------- | ---------------------------------------------- | -------------------------------------- |
| iPhone                   | iPhone OS 1     | ?                                              | iPhone Dev Team                        |
| iPod Touch               | iPhone OS 2     | ?                                              | niacin dre                             |
| iPhone 3G                | iPhone OS 2.0   | PwnageTool                                     | iPhone Dev Team                        |
| iPod Touch 2             | iPhone OS 2.0   | redsn0w                                        | iPhone Dev Team Chronic Dev Team       |
| -                        | iPhone OS 3     | PwnageTool                                     | iPhone Dev Team                        |
| iPhone 3GS               | iPhone OS 3     | limera1n                                       | George Hotz                            |
| iPad                     | iPhone OS 3     | Spirit                                         | comex                                  |
| -                        | iOS 4           | PwnageTool                                     | iPhone Dev Team                        |
| iPhone 4                 | iOS 4           | JailbreakMe 2.0                                | comex                                  |
| Apple TV 2               | iOS 4           | PwnageTool                                     | iPhone Dev Team                        |
| iPad 2                   | iOS 4           | JailbreakMe 3.0                                | comex                                  |
| -                        | iOS 5           | redsn0w                                        | iPhone Dev Team                        |
| iPhone 4S                | iOS 5           | Absinthe                                       | pod2g Chronic Dev Team iPhone Dev Team |
| iPad 3                   | iOS 5           | Absinthe                                       | pod2g Chronic Dev Team iPhone Dev Team |
| -                        | iOS 6           | redsn0w                                        | iPhone Dev Team                        |
| -                        | iOS 6           | evasi0n                                        | evad3rs                                |
| iPhone 5                 | iOS 6           | evasi0n                                        | evad3rs                                |
| iPod Touch 5             | iOS 6           | evasi0n                                        | evad3rs                                |
| iPad Mini                | iOS 6           | evasi0n                                        | evad3rs                                |
| iPhone 3GS iPod Touch 4G | iOS 6           | p0sixspwn                                      | winocm iH8sn0w SquiffyPwn              |
| iPhone 5S                | iOS 7           | evasi0n7                                       | evad3rs                                |
| -                        | iOS 7.1 - 7.1.2 | pangu                                          | pangu                                  |
| iPhone 6                 | iOS 8.1.3 - 8.4 | TaiG                                           | TaiG                                   |
| iPhone 6S                | iOS 9.0 - 9.1   | PanGu 9.0 - 9.0.2 (64 e 32 bits) 9.1 (64 bits) | pangu                                  |

## Programas[2]
|  | Nome                 | Firmwares suportados                                                                                    | Aparelhos suportados | Usa restauração? | Informações |  |
|  | -------------------- | --- | --- | ---------------- | --- |  |
|  | kok3shi              | 9.3.5 - 10.3.4                                                                                          | iPhone 4s, iPhone 5, iPhone 5c iPad 2, iPad 3, iPad 4 iPad mini iPod touch 5G | Não              | Semi-Untethered |  |
|  | Freya                | 11.0 - 12.5.7                                                                                           | iPhone 5S ao iPhone 6 Plus iPod Touch 6 e iPad Mini 2 | Não              | Semi-Untethered |  |
|  | CheckRa1n            | 12.3 -14.8.1                                                                                            | iPhone 5S ao iPhone 12 Pro Max iPad Air ao Air 4 iPad Mini 2 ao Mini 5 iPad Pro (2015) ao (2020) iPad 5 ao iPad 8 iPod Touch 6 e iPod Touch 7 | Não              | Semi-Untethered |  |
|  | Taurine              | 14.0 - 14.3                                                                                             | iPhone 6S ao iPhone 12 Pro Max iPad Air 2 ao Air 4 iPad Mini 4 e Mini 5 iPad Pro (2015) ao (2020) iPad 5 ao iPad 8 iPod Touch 7 | Não              | Semi-Untethered |  |
|  | Odyssey              | 13.0 - 13.7                                                                                             | iPhone 6S ao 11 Pro Max iPad Air 2 e Air 3 iPad Mini 4 e Mini 5 iPad Pro (2015) ao (2019) iPad 5 ao iPad 7 iPod Touch 7 | Não              | Semi-Untethered |  |
|  | Chimera              | 12.0 - 12.5.7                                                                                           | iPhone 5S ao iPhone Xs Max iPad Air e Air 2 iPad Mini 2 ao Mini 4 iPad Pro (2015) ao (2018) iPad 5 e iPad 6 iPod Touch 6 e iPod Touch 7 | Não              | Semi-Untethered |  |
|  | unc0ver              | 11.0 - 14.8                                                                                             | 11.0 - 14.3: iPhone 5S - iPhone 12 Pro Max iPad Air ao Air 4 iPad 5 ao 8 iPad Mini 2 em diante iPad Pro (2015) em em diante iPod Touch 6 e 7 14.4 - 14.5.1: Unc0ver 7.0.0 + Fugu14 - Somente para dispositivos com Chip A12, A13, A14 e A15 14.6 - 14.8: Unc0ver 8.0.0 em diante - Somente para dispositivos Chip A12 e A13 (iPads ainda não suportados) Obs: Não suporta o iOS 12.5.6 e iOS 12.5.7 | Não              | Semi-Untethered |  |
|  | LiberiOS             | 11.0 - 11.1.2                                                                                           | iPad 5 e acima iPhone 5S e acima iPod 6 | Não              | Semi-Untethered |  |
|  | Electra              | 11.2 - 11.4 beta 3                                                                                      | iPad 5 e acima iPhone 5S e acima iPod 6 | Não              | Semi-Untethered |  |
|  | RootlessJB           | 11.2 - 11.3.1                                                                                           | iPad 5 e acima iPhone 5S e acima iPod 6 | Não              | Semi-Untethered |  |
|  | Electra              | 11.0 - 11.1.2                                                                                           | iPad 5 e acima iPhone 5S e acima iPod 6 | Não              | Semi-Untethered |  |
|  | doubleH3lix          | 10.0 - 10.3.3                                                                                           | iPad Air ,Air 2, iPad Pro , iPad Mini 2 - 4 iPhone 5S ao iPhone 6S Plus iPod Touch 6 | Não              | Semi-Untethered |  |
|  | h3lix                | 10.0 - 10.3.4                                                                                           | Apenas dispositivos 32-bits iPhone 5 e iPhone 5C iPad 4 | Não              | Semi-Untethered |  |
|  | Meridian             | 10.0 - 10.3.3                                                                                           | iPad 5 e acima iPhone 5S e acima iPod 6 | Não              | Semi-Untethered |  |
|  | Saïgon               | 10.2.1                                                                                                  | iPad Air 2 e Mini 4 iPhone 5S e acima iPod 6 | Não              | Semi-Untethered |  |
|  | Phœnix               | 9.3.5                                                                                                   | Apenas dispositivos 32-bits (iPad Air 2 e Mini 4, iPhone 4S, 5 e 5C, iPod 5) | Não              | Semi-Untethered |  |
|  | Etason               | 8.4.1                                                                                                   | iPad 2, 3, 4 e Mini iPhone 4S, 5 e 5C iPod 5 | Não              | Untethered |  |
|  | Yalu (@qwertyouriop) | 10.0 - 10.2                                                                                             | Suporta apenas dispositivos 64-bits (10.0 - 10.1.1 - iPhone 7 e 7 Plus) (10.0 - 10.2 - iPhone 5S e acima, iPad Air e acima, iPod 6ª geração) | Não              | Semi-Untethered |  |
|  | Pangu                | 9.1 - 9.3.3                                                                                             | Suporta apenas dispositivos 64-bits | Não              | Semi-Untethered |  |
|  | Pangu                | 9.0 - 9.1 9.0 - 9.0.1 (Apple TV)                                                                        | 9.0 - 9.0.2 - Todos excepto Apple TV 3 9.1 - iPhone 5S, 6, 6 Plus, 6S, 6S Plus, iPad Mini 2, 3 e 4, iPad Air 1 e 2, iPod 6G Não suporta iPhone SE e iPad Pro 9.7" inch, não existe 9.1 < para esses dispositivos | Não              | Untethered |  |
|  | BlueJailbreak        | 8.0 - 8.4.1                                                                                             | Todos exceto Apple TV 3, iPhone 6, 6 Plus, iPad Air 2 Não existe forma de SSH | Não              | Untethered (via SSH) (não há SSH para iPad Air 2 e iPhone 6) |  |
|  | TaiG                 | 8.3 - 8.4                                                                                               | Todos exceto Apple TV 3 | Não              | Untethered |  |
|  | BlueJailbreak        | 8.1.2 - 8.3                                                                                             | Apenas iPhone 4S e 5, iPad 2 | Sim              | Tethered |  |
|  | TaiG                 | 8.0 - 8.1.1                                                                                             | Todos excepto Apple TV 3 | Não              | |  |
|  | Pangu                | 8.0 - 8.1                                                                                               | Todos excepto Apple TV 3 | Não              | Unth |  |
|  | BlueJailbreak        | 8.0 - 8.0.1                                                                                             | iPhone 4S | Sim              | Tethered |  |
|  | Pangu                | 7.1 - 7.1.2                                                                                             | Todos exceto Apple TV 3 | Não              | Untethered |  |
|  | evasi0n7             | 7.0 - 7.0.6                                                                                             | Todos exceto Apple TV 3 | Não              | Untethered |  |
|  | p0sixspwn            | 6.1.3 - 6.1.6 (via redsn0w + p0sixspwn)                                                                 | Todos exceto Apple TV 3 | Não              | Untethered |  |
|  | evasi0n              | 6.0 - 6.1.2                                                                                             | Todos exceto Apple TV 3 | Não              | Untethered |  |
|  | redsn0w (0.9.15b3)   | 4.1 - 4.3.5 5.0 - 5.1.1 6.0 - 6.0.1                                                                     | Todos exceto iPhone 2G | Não              | Tethered no iOS 4.3, 4.3.4, 4.3.5, 5.0, 5.1, e 6.0 a 6.1 Untethered para usuarios old-bootrom do 3GS. Não há tethered para iPhone 4S e 5, iPad 2 e 3 e iPod touch 5 |  |
|  | Absinthe (2.0.4)     | 5.1.1                                                                                                   | iPad 1, 2, 3, iPhone 3GS, 4, 4S, iPod Touch 3 e 4 | Não              | Untethered |  |
|  | sn0wbreeze           | 3.1.3, 3.2.x 4.0.x, 4.1, 4.2.1 - 4.2.8, 4.3 - 4.3.3, 4.4.3, 4.4.4 5.0.1, 5.0.2, 5.1.1, 5.2 6.0.x, 6.1.x | Todos exceto iPad 2, 3, 4, iPhone 5, iPod Touch 4 e 5 | Sim              | Untethered no iOS 6 ao iOS 6.1.2 |  |
|  | PwnageTool (5.1.1)   | 5.1.1                                                                                                   | Todos exceto iPad 2, 3 e iPhone 4S | Sim              | Untethered |  |
|  | seas0npass           | 4.2.1, 5.0.1                                                                                            | Apple TV | Sim              | Untethered |  |